# Parasilvanus oblitus
Parasilvanus oblitus es una especie de coleóptero de la familia Silvanidae.

## Distribución geográfica
Habita en Dar es Salaam (Tanzania).